# Шельменко, Сергей Александрович
Серге́й Алекса́ндрович Шельме́нко (род. 5 апреля 1983 года) — украинский и российский гандболист, правый полусредний. До 2008 года выступал за сборную Украины, в 2011—2018 годах — за сборную России.

## Карьера
Начал играть в гандбол в городке Сквира под Киевом. Гандболом начал заниматься в городской ДЮСШ. Первый тренер — Иван Штундер. Учился в броварском спортинтернате. В 1998 году переехал в Запорожье. В 2000-06 годах играл в команде «ЗТР» (Запорожье), в составе которой стал четырёхкратным чемпионом Украины (2001/02, 2002/03, 2003/04, 2004/05). С 2005 года приглашался в сборную Украины.
В 2006-09 годах играл в составе ГК «Райн-Неккар Лёвен». Бронзовый призёр чемпионата Германии 2009 года.
В 2009-13 годах играл за ГК «Чеховские медведи» и четырежды выиграл дубль (чемпионат + кубок России). Участник «Финала четырёх» Лиги чемпионов 2010 года.
В начале 2011 года получил российское гражданство. Главной причиной смены гражданства Сергей назвал отсутствие с июля 2008 года предложений выступать за сборную Украины. А после окончания трёхлетнего карантина начал выступать за сборную России.
В сезоне 2013/14 Сергей играл за минское «Динамо», а после расформирования клуба переехал в Санкт-Петербург и в составе ГК «Университет Лесгафта — Нева» становится вице-чемпионом России. С начала сезона 2014/15 стал игроком «Чеховских медведей» и в пятый раз становится чемпионом России. Мастер спорта Украины, Мастер спорта России (2015), Мастер спорта России международного класса.
С сезона 2015/16 выступал в «Моторе» (Запорожье). Завершил карьеру в марте 2019 года.

## Семья
Жена Сергея — Татьяна Шельменко (до замужества — Будко) — родилась в Запорожье, бывшая волейболистка запорожской «Орбиты» на позиции либеро и сборной Украины, серебряный призёр чемпионата Украины среди команд Суперлиги, чемпионка Украины по пляжному волейболу. Сестра гандболиста Евгения Будко, который получил российское гражданство одновременно с Шельменко.
Сыновья — Илья и Иван (род. 20 апреля 2005), дочь. Сын Иван занимается гандболом, играет за «Чеховских медведей».

## Достижения
- Победитель чемпионата России: 2010, 2011, 2012, 2013, 2015
- Обладатель кубка России: 2010, 2011, 2012, 2013
- Победитель чемпионата Украины: 2004, 2005, 2016

## Статистика
| Сезон     | Клуб              | Лига              | Матчи | Голы | 7-метр | Голы |
| --------- | ----------------- | ----------------- | ----- | ---- | ------ | ---- |
| 2006/07   | Райн-Неккар Лёвен | Бундеслига        | 34    | 86   | 0      | 86   |
| 2007/08   | Райн-Неккар Лёвен | Бундеслига        | 34    | 95   | 0      | 95   |
| 2008/09   | Райн-Неккар Лёвен | Бундеслига        | 14    | 46   | 0      | 46   |
| 2014/15   | Чеховские медведи | Чемпионат России  | 25    | 102  | 2      | 100  |
| 2016/17   | Мотор             | Чемпионат Украины | 1     | 5    | 0      | 5    |
| 2006—2009 | Итого             | Бундеслига        | 82    | 227  | 0      | 227  |